# برانت ميلر
برانت ميلر (بالإنجليزية: Brant Miller)‏ هو مذيع طقس أمريكي، ولد في 8 فبراير 1950.